# Impavido (D 570)
«Імпавідо» (італ. Impavido (D 570)) — ескадрений міноносець з керованим ракетним озброєнням однойменного типу ВМС Італії  2-ї половини XX століття.

## Історія створення
Ескадрений міноносець «Імпавідо» був закладений 10 червня 1957 року на верфі «Cantiere navale di Riva Trigoso». Спущений на воду 25 травня 1962 року, вступив у стрій 16 листопада 1963 року.

## Історія служби
Ставши до дії, ескадрений міноносець «Імпавідо» базувався в Таранто. За час служби здійснив низку походів, зокрема міжнародних.
Наприкінці 1970-х років корабель пройшов модернізацію, під час якої замінили радіоелектронне обладнання та озброєння.
На початку 1990 років корабель уже був морально застарілим, його утримання чи модернізація були недоцільними, і у 1992 році він був виключений зі складу флоту. Розібраний у 1999 році.